# كوت سيد سلطان (ويس)
کوت سید سلطان (بالفارسية: کوت سیدسلطان) هي منطقة سكنية تقع في إيران في قسم ويس الريفي. يقدر عدد سكانها بـ 1,348 نسمة .